# Cambarus bouchardi
Cambarus bouchardi е вид ракообразно от семейство Cambaridae. Видът е почти застрашен от изчезване.

## Разпространение и местообитание
Разпространен е в САЩ (Кентъки и Тенеси).
Обитава сладководни басейни, реки и потоци.